# 경상북도교육청연수원
경상북도교육청연수원(慶尙北道敎育廳硏修院)은 지방교육자치에 관한 법률 제32조에 따라 교육공무원 및 교육행정을 담당하는 일반직 공무원의 연수 업무를 관장하기 위하여 경상북도교육청 산하에 설치된 소속기관이다.